# Investorleasing
Investorleasing är en affärsmodell för finansiering som bygger på principen att dela på ägandet och brukandet av ett leasingobjekt. Som regel rör det sig om beloppmässigt mycket stora objekt som flygplan och datoranläggningar. Genom investorleasingmetoden tillfredsställs en ägares behov av skattemässiga avskrivningar med en brukares behov av att utnyttja leasingobjektet. Hyresmannen, till exempel flygbolaget, betalar löpande hyresbetalningar till den formelle ägaren/uthyraren. Den implicita räntan på leasingavtalet blir lägre än vad brukaren skulle fått på motsvarande lån. Denna trade off på räntan är resultatet av att den formelle ägaren gör en räntevinst på sina tidsmässigt senarelagda skattebetalningar. Ju större skillnaden är mellan den skattemässiga avskrivningstakten och nyttjandetiden av leasingobjektet desto större blir effekten parterna kan dela på.